# Elaiosom

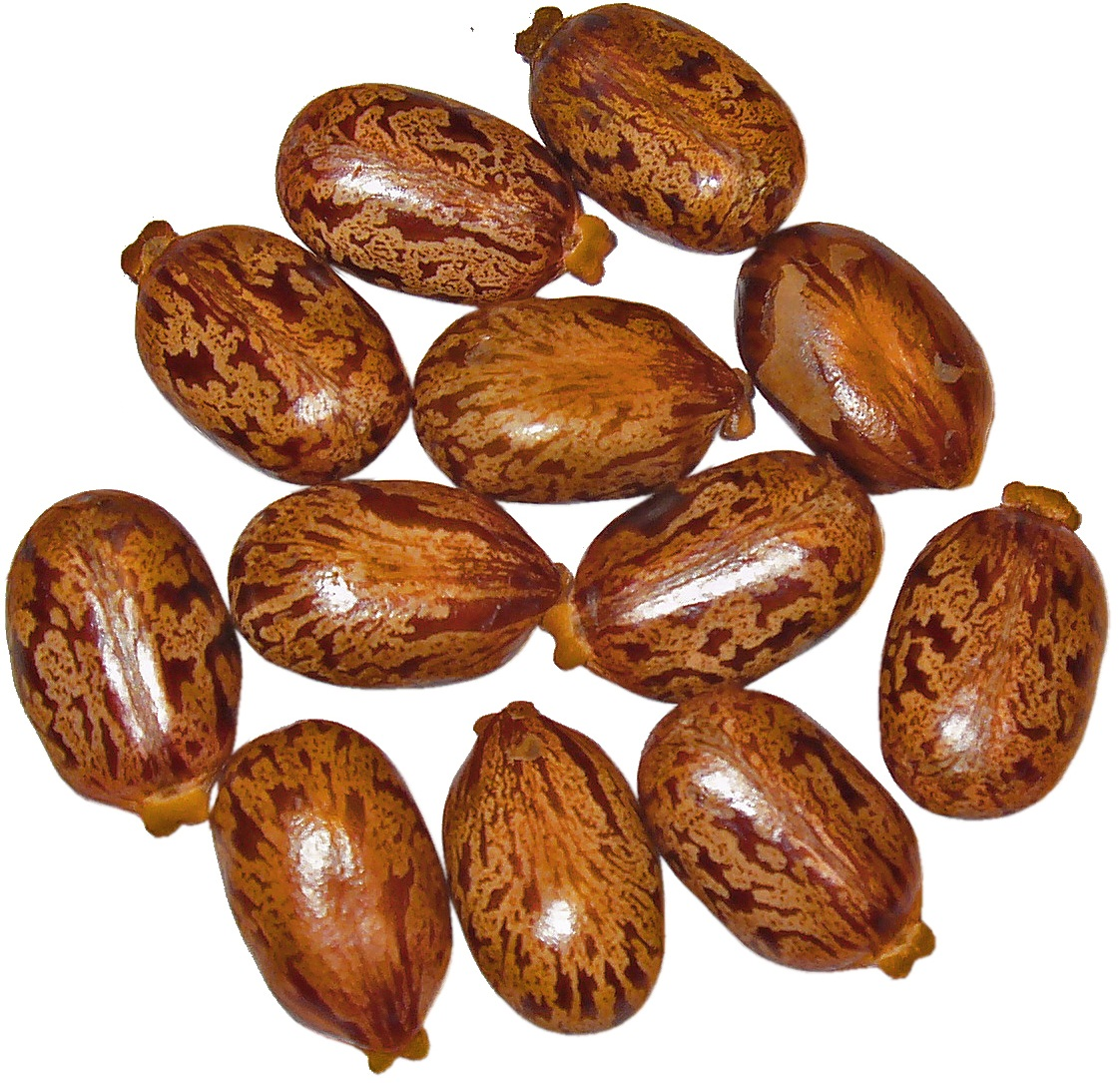
Samen von Ricinus communis mit einer Caruncula

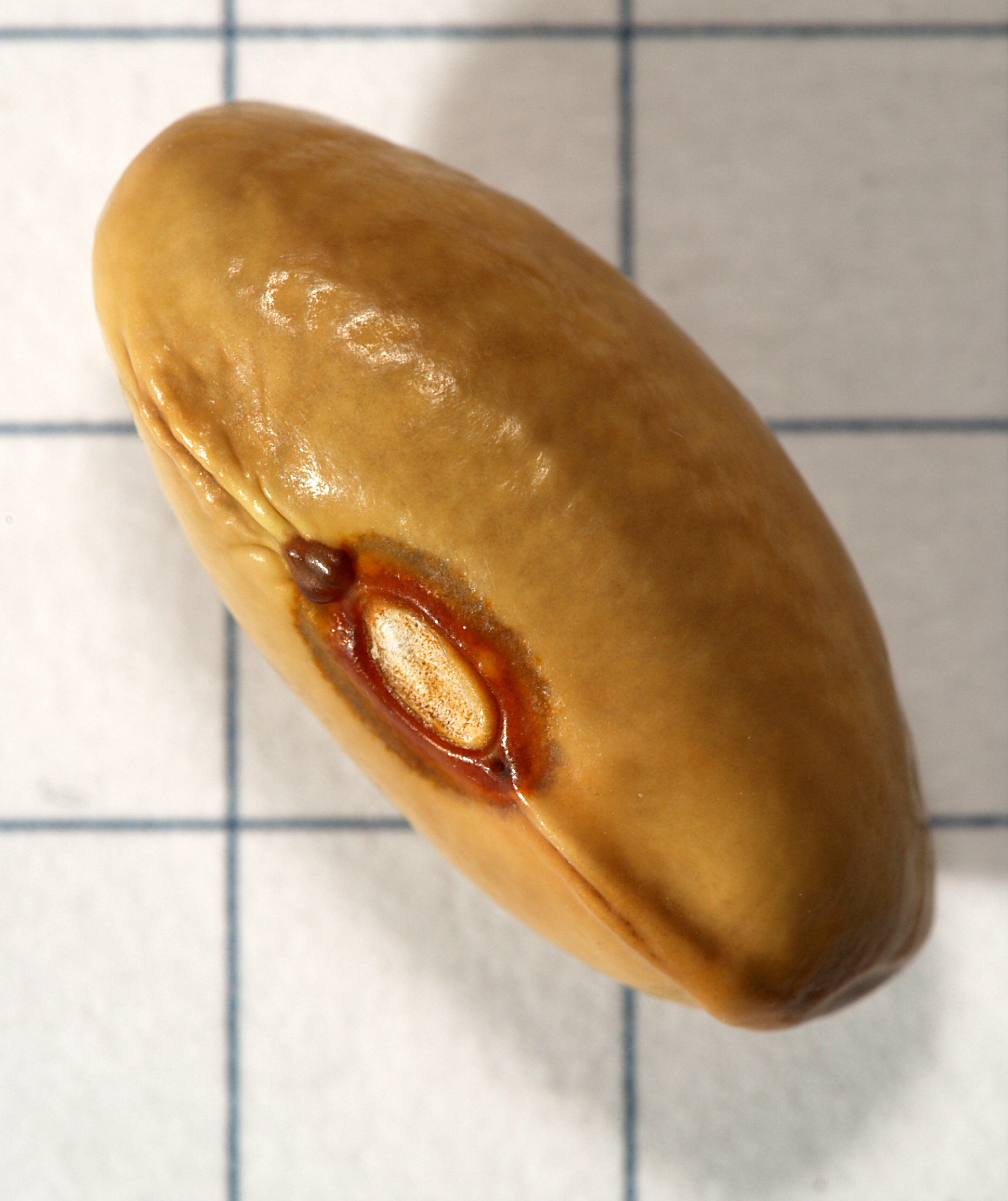
Kränzchen auf der Samennaht, neben dem Stiel, bei dem Samen der Gartenbohne

Als Elaiosom (altgriechisch ἔλαιον élaion, deutsch ‚Öl‘, σῶμα sōma, deutsch ‚Körper‘, Plural: Elaiosomata), deutsch auch Ölkörperchen, bezeichnet man das fettreiche Anhängsel von Diasporen (Samen) bei Pflanzen. Es wird von Pflanzen ausgebildet, deren Samen entweder durch Vögel ausgebreitet werden (Ornithochorie) oder durch Ameisen (Myrmekochorie). In den Tropen ist das Elaiosom größer und lebhaft gefärbt und spricht vornehmlich Vögel an. In den gemäßigten Breiten sind die Elaiosomata kleiner und auf Ameisen zugeschnitten.
Stammesgeschichtlich traten die Elaiosomata zuerst in den Tropen auf. Die Anpassung an die gemäßigte Zone erforderte eine starke Verkleinerung der Samen der Pflanzen. Damit wurde eine Ornithochorie ausgeschlossen und ermöglichte nur mehr eine Verbreitung durch Ameisen.

## Caruncula und Strophiole
Nach ihrem Ansatzort werden Elaiosomen unterschieden in Caruncula (lateinisch, ‚fleischiger Auswuchs‘) (Samenschwiele, -warze) und Strophiole (griechisch-lateinisch, ‚Kränzchen‘) (Keim-, Samenwarze, Samenschwammwulst, Nabelwulst, -warze). Die Caruncula, die z. B. in der Pflanzenfamilie der Wolfsmilchgewächse (Euphorbiaceae) und bei den Nabelmieren (Gattung Moehringia) vorkommt, befindet sich an der Keimöffnung (Mikropyle). Die Strophiole befindet sich am Funiculus bzw. an der Samennaht (Raphe). Abzugrenzen ist der Arillus, der Samenmantel, er wird allerdings von einigen Autoren auch zu den Elaisomen gerechnet. Auch die Sarkotesta wird manchmal zu den Elaisomen gezählt.
Elaisomartige Strukturen können auch vom Perikarp, Exokarp einer Frucht ausgehen, oder vom Perianth, der Blütenachse oder anderem gebildet werden.

## Elaiosomata und Ameisen
Elaiosomata von Myrmekochoren (Pflanzen, die Ameisen zur Ausbreitung ihrer Samen benutzen) enthalten insbesondere Fette und Zucker sowie gelegentlich Vitamin B, Vitamin C, Stärke und Eiweiß. Das Elaiosom ist allein für den Verzehr bestimmt. Ameisen verschleppen die Diasporen aufgrund ihrer Elaiosom-Anhängsel in ihren Bau, trennen dort das Elaiosom von der Diaspore und schleppen anschließend den Samen, an dem sie nicht interessiert sind, wieder aus dem Bau.
Viele Pflanzen, die so auf Ausbreitung ihrer Samen durch Ameisen eingerichtet sind, wachsen vorwiegend in ameisenreichen Wäldern. Ein Elaiosom, das sich mit seiner weißen Farbe deutlich vom schwarzen Samen abhebt, bilden beispielsweise die einheimischen Lerchensporn- und Erdrauch-Arten aus. Auch Schneeglöckchen, viele Veilchen-Arten, das Leberblümchen, die Nabelmieren und die Mandelblättrige Wolfsmilch gehören zu den vorwiegend in Wäldern wachsenden Pflanzen, die an ihren Samen Elaiosomen ausbilden. Ein bekanntes Beispiel für Myrmekochorie bei Graslandpflanzen ist die Herbstzeitlose.
Dasselbe Prinzip findet man außerdem in warm-trockenen Gebieten bei krautigen Pflanzen und Gehölzen, da auch dieser Lebensraum Ameisen ideale Bedingungen bietet. Zu den Pflanzenarten dieser Regionen mit Elaiosom-Ausbildung gehören die Ochsenzungen, die Flockenblumen sowie als Gehölze die Akazien.